# Altentreptow
Altentreptow is een gemeente in de Duitse deelstaat Mecklenburg-Voor-Pommeren, en maakt deel uit van de Landkreis Mecklenburgische Seenplatte. Altentreptow telt 5.221 inwoners.
Altentreptow werd in 1175 voor het eerst genoemd (Trybethowe) en kreeg in 1245 stadsrechten. In 1295 werd het voor het eerst Antiquum Treptow genoemd, ter onderscheiding van het jongere Treptow an der Rega, het huidige Trzebiatów in Polen. Tot 1939 heette Altentreptow officieel Treptow an der Tollense, naar de ligging aan het riviertje de Tollense.

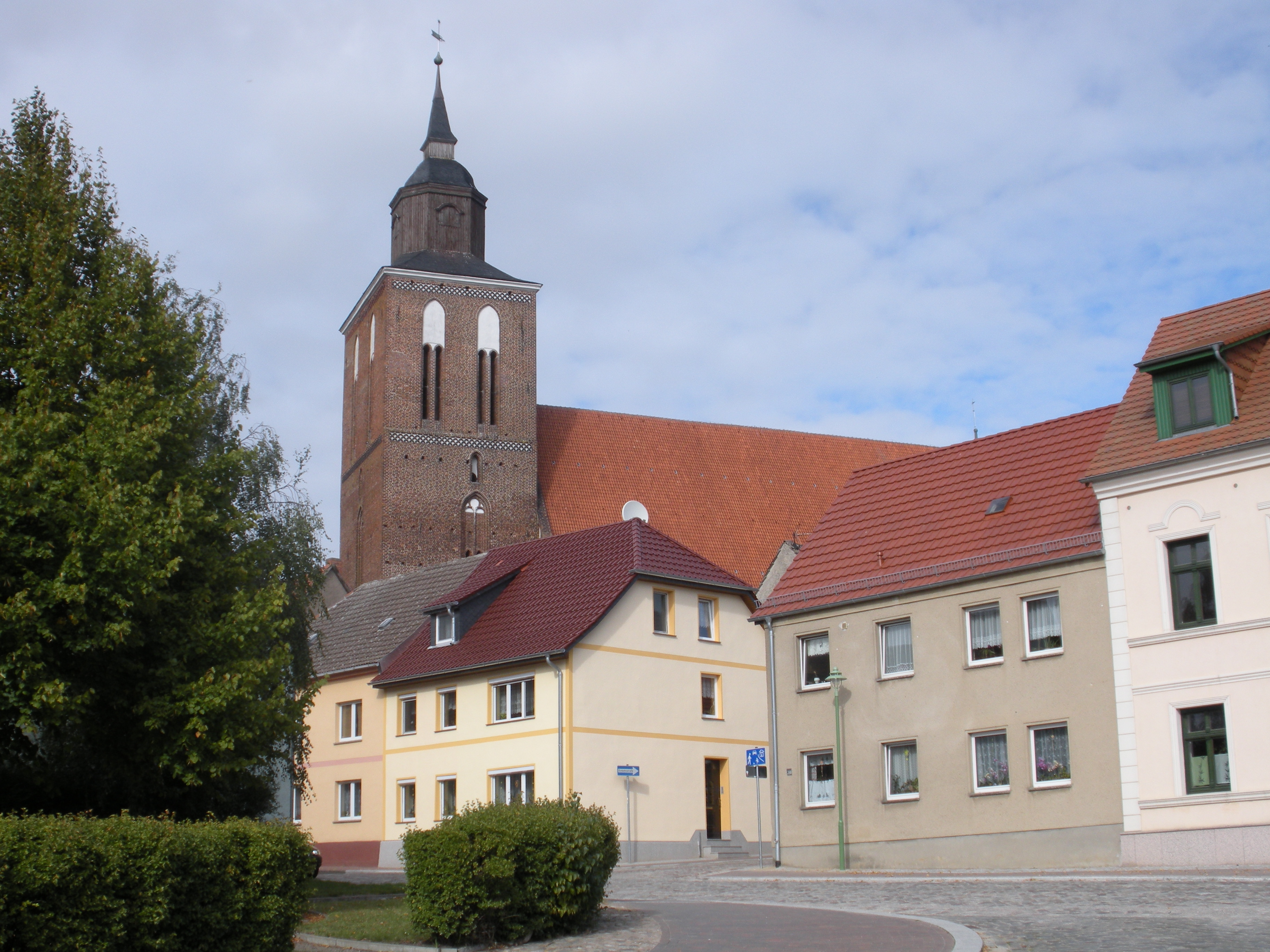
Stadsbeeld met de Petrikirche

In Altentreptow zijn twee middeleeuwse stadspoorten bewaard gebleven. Voornaamste kerk is de Sankt-Petri-kirche, een driebeukige hallenkerk in baksteengotiek.

## Plaatsen in de gemeente
- Altentreptow
- Buchar
- Friedrichshof
- Klatzow, sinds 1 januari 1973
- Loickenzin
- Rosemarsow, sinds 1 januari 1973
- Thalberg
- Trostfelde

## Verkeer en vervoer

### Spoorwegen
Het station Altentreptow ligt aan de Berliner Nordbahn. In de eerste helft van de 20e eeuw was Altentreptow het eindstation van de beide hoofdtrajecten van de Demminer Bahnen. Deze sporen werden in 1945 opgebroken en als vergoeding naar de USSR getransporteerd.

### Wegen
De afslag Altentreptow van de A 20 bevindt zich ten oosten van de stad (buiten de gemeentegrenzen). De voormalige Bundesstraße 96, die bij de ingebruikstelling van de snelweg tot Landesstraße 35 werd afgewaardeerd, verloopt eveneens ten oosten van de stad.
Alt Schwerin ·
Altenhagen ·
Altenhof ·
Altentreptow ·
Ankershagen ·
Bartow ·
Basedow ·
Beggerow ·
Beseritz ·
Blankenhof ·
Blankensee ·
Blumenholz ·
Bollewick ·
Borrentin ·
Bredenfelde ·
Breesen ·
Breest ·
Briggow ·
Brunn ·
Buchholz ·
Burg Stargard ·
Burow ·
Bütow ·
Carpin ·
Cölpin ·
Dargun ·
Datzetal ·
Demmin ·
Faulenrost ·
Feldberger Seenlandschaft ·
Fincken ·
Friedland ·
Fünfseen ·
Galenbeck ·
Genzkow ·
Gielow ·
Gnevkow ·
Godendorf ·
Golchen ·
Gotthun ·
Grabow-Below ·
Grabowhöfe ·
Grammentin ·
Grapzow ·
Grischow ·
Groß Kelle ·
Groß Miltzow ·
Groß Nemerow ·
Groß Plasten ·
Groß Teetzleben ·
Grünow ·
Göhren-Lebbin ·
Gültz ·
Gülzow ·
Hohen Wangelin ·
Hohenbollentin ·
Hohenmocker ·
Hohenzieritz ·
Holldorf ·
Ivenack ·
Jabel ·
Jürgenstorf ·
Kargow ·
Kentzlin ·
Kieve ·
Kittendorf ·
Klein Vielen ·
Kletzin ·
Klink ·
Klocksin ·
Knorrendorf ·
Kratzeburg ·
Kriesow ·
Kublank ·
Kuckssee ·
Kummerow ·
Leizen ·
Lindenberg ·
Lindetal ·
Ludorf ·
Lärz ·
Malchin ·
Malchow ·
Massow ·
Meesiger ·
Melz ·
Mirow ·
Moltzow ·
Möllenbeck ·
Möllenhagen ·
Mölln ·
Neddemin ·
Neetzka ·
Neubrandenburg ·
Neuenkirchen ·
Neukalen ·
Neustrelitz ·
Neverin ·
Nossendorf ·
Nossentiner Hütte ·
Peenehagen ·
Penkow ·
Penzlin ·
Petersdorf ·
Pragsdorf ·
Priborn ·
Priepert ·
Pripsleben ·
Rechlin ·
Ritzerow ·
Rosenow ·
Röbel/Müritz ·
Röckwitz ·
Sarow ·
Schloen-Dratow ·
Schwarz ·
Schönbeck ·
Schönfeld ·
Schönhausen ·
Siedenbollentin ·
Siedenbrünzow ·
Sietow ·
Silz ·
Sommersdorf ·
Sponholz ·
Staven ·
Stavenhagen ·
Stuer ·
Torgelow am See ·
Trollenhagen ·
Tützpatz ·
Userin ·
Utzedel ·
Varchentin ·
Verchen ·
Vipperow ·
Voigtsdorf ·
Vollrathsruhe ·
Walow ·
Waren (Müritz) ·
Warrenzin ·
Werder ·
Wesenberg ·
Wildberg ·
Woggersin ·
Wokuhl-Dabelow ·
Wolde ·
Woldegk ·
Wredenhagen ·
Wulkenzin ·
Wustrow ·
Zepkow ·
Zettemin ·
Zirzow ·
Zislow